# Чемпионат мира по бегу по пересечённой местности 2017
Чемпионат мира по кроссу 2017 года прошёл 26 марта в Кампале, столице Уганды. Были разыграны 9 комплектов медалей: по 4 в индивидуальном и командном зачётах, а также в смешанной эстафете. На старт вышли взрослые спортсмены и юниоры (до 20 лет).
Решение о проведении чемпионата в Уганде было принято на Совете ИААФ в Монако 18 ноября 2014 года. По итогам голосования Кампала опередила Манаму, столицу Бахрейна. Чемпионат мира по кроссу стал первым официальным турниром под эгидой ИААФ в Уганде.
Трасса представляла собой 2-километровый круг, проложенный в парке Kololo Independence Ground.
Каждая страна могла выставить до 6 человек в каждый из 4 забегов, командный зачёт подводился по сумме мест 4 лучших из них. Призовой фонд чемпионата составлял 310 000 долларов и распределялся между первой шестёркой финишировавших в личных и командных соревнованиях у взрослых, а также четырьмя лучшими командами в эстафете. Чемпионы в индивидуальном первенстве получали по 30 000, победители среди сборных — 20 000 долларов на команду, сильнейшие в эстафете — 12 000 долларов на команду.
Впервые в истории в программе чемпионата мира по кроссу проводилась смешанная эстафета. Команды состояли из 2 мужчин и 2 женщин, которые могли быть расставлены по этапам в произвольном порядке. Длина этапа была равна длине одного соревновательного круга (2 км). Роль эстафетной палочки выполнял небольшой браслет.
В соревнованиях приняли участие 507 бегунов из 59 стран мира, из них: 169 мужчин, 130 женщин, 105 юниоров и 103 юниорки. В процентном соотношении рекордное количество спортсменов представляли Африку — 56 %, при этом второй год подряд был обновлён антирекорд по доле европейских участников — их было всего 13,8 % от общего числа.
В женском забеге впервые в истории чемпионатов мира по кроссу первые шесть мест заняли участницы из одной страны (Кении).

## Расписание
| Дата          | Время | Забег              |
| ------------- | ----- | ------------------ |
| 26 марта 2017 | 14:00 | Смешанная эстафета |
| 26 марта 2017 | 14:30 | Юниорки            |
| 26 марта 2017 | 15:10 | Юниоры             |
| 26 марта 2017 | 15:55 | Женщины            |
| 26 марта 2017 | 16:55 | Мужчины            |

Время местное (UTC+3)

## Результаты

### Мужчины. 10 км
| Место | Атлет            | Страна  | Время (м.с) |
| ----- | ---------------- | ------- | ----------- |
| 1     | Джеффри Кипсанг  | Кения   | 28.24       |
| 2     | Леонард Барсотон | Кения   | 28.36       |
| 3     | Абади Хадис      | Эфиопия | 28.43       |
| 4     | Джемал Йимер     | Эфиопия | 28.46       |
| 5     | Арон Кифле       | Эритрея | 28.49       |
| 6     | Муктар Эдрис     | Эфиопия | 28.56       |
| 7     | Винсент Роно     | Кения   | 29.00       |
| 8     | Ибрахим Джейлан  | Эфиопия | 29.07       |
| 9     | Тимоти Торойтич  | Уганда  | 29.10       |
| 10    | Бонса Дида       | Эфиопия | 29.10       |
| 11    | Сэм Челанга      | США     | 29.13       |
| 12    | Леонард Комон    | Кения   | 29.16       |

| Место | Команда | Очки |
| ----- | --- | ---- |
| 1     | Эфиопия · Абади Хадис · Джемал Йимер · Муктар Эдрис · Ибрахим Джейлан · Бонса Дида · Гетанех Молла            | 21   |
| 2     | Кения · Джеффри Кипсанг · Леонард Барсотон · Винсент Роно · Леонард Комон · Николас Косимбеи · Леонард Лангат | 22   |
| 3     | Уганда · Тимоти Торойтич · Абдалла Манде · Стивен Кипротич · Джошуа Чептегеи · Филип Кипьеко · Стивен Кисса   | 72   |
| 4     | Эритрея | 75   |
| 5     | США | 78   |
| 6     | Бурунди | 119  |
| 7     | Танзания | 147  |
| 8     | Австралия | 156  |

Курсивом выделены участники, чей результат не пошёл в зачёт команды

### Женщины. 10 км
| Место | Атлет             | Страна  | Время (м.с) |
| ----- | ----------------- | ------- | ----------- |
| 1     | Ирен Чептаи       | Кения   | 31.57       |
| 2     | Элис Навовуна     | Кения   | 32.02       |
| 3     | Лилиан Ренгерук   | Кения   | 32.12       |
| 4     | Хивин Джепкемои   | Кения   | 32.32       |
| 5     | Агнес Тироп       | Кения   | 32.32       |
| 6     | Фаит Кипьегон     | Кения   | 32.49       |
| 7     | Рут Джебет        | Бахрейн | 32.50       |
| 8     | Белейнеш Олджира  | Эфиопия | 32.53       |
| 9     | Роуз Челимо       | Бахрейн | 33.01       |
| 10    | Сенбере Тефери    | Эфиопия | 33.12       |
| 11    | Юнис Чумба        | Бахрейн | 33.26       |
| 12    | Мерсилин Челангат | Уганда  | 33.29       |

| Место | Команда | Очки |
| ----- | --- | ---- |
| 1     | Кения · Ирен Чептаи · Элис Навовуна · Лилиан Ренгерук · Хивин Джепкемои · Агнес Тироп · Фаит Кипьегон          | 10   |
| 2     | Эфиопия · Белейнеш Олджира · Сенбере Тефери · Гебейянеш Айеле · Сентайеху Леветегн · Зерфе Леменех · Дера Дида | 45   |
| 3     | Бахрейн · Рут Джебет · Роуз Челимо · Юнис Чумба · Деси Моконин · Бонту Ребиту                                  | 59   |
| 4     | Уганда | 68   |
| 5     | США | 90   |
| 6     | Танзания | 132  |
| 7     | Испания | 145  |
| 8     | Перу | 181  |

Курсивом выделены участницы, чей результат не пошёл в зачёт команды

### Юниоры (до 20 лет). 8 км
| Место | Атлет                | Страна  | Время (м.с) |
| ----- | -------------------- | ------- | ----------- |
| 1     | Джейкоб Киплимо      | Уганда  | 22.40       |
| 2     | Амдеворк Валелегн    | Эфиопия | 22.43       |
| 3     | Ричард Кимуньян      | Кения   | 22.52       |
| 4     | Бетесфа Гетахун      | Эфиопия | 22.58       |
| 5     | Селемон Барега       | Эфиопия | 23.03       |
| 6     | Тефера Мосиса        | Эфиопия | 23.04       |
| 7     | Амос Кируи           | Кения   | 23.04       |
| 8     | Эдвин Бетт           | Кения   | 23.10       |
| 9     | Йемане Хайлеселассие | Эритрея | 23.18       |
| 10    | Уэсли Ледама         | Кения   | 23.25       |
| 11    | Филмон Анде          | Эритрея | 23.28       |
| 12    | Байелигн Тесхагер    | Эфиопия | 23.35       |

| Место | Команда | Очки |
| ----- | --- | ---- |
| 1     | Эфиопия · Амдеворк Валелегн · Бетесфа Гетахун · Селемон Барега · Тефера Мосиса · Байелигн Тесхагер · Соломон Бериху | 17   |
| 2     | Кения · Ричард Кимуньян · Амос Кируи · Эдвин Бетт · Уэсли Ледама · Рональд Кируи · Мешак Нзула                      | 28   |
| 3     | Эритрея · Йемане Хайлеселассие · Филмон Анде · Абраха Кокоб · Мехари Цегай · Робел Сибхату                          | 57   |
| 4     | Уганда | 59   |
| 5     | Марокко | 117  |
| 6     | Танзания | 141  |
| 7     | Япония | 161  |
| 8     | ЮАР | 182  |

Курсивом выделены участники, чей результат не пошёл в зачёт команды

### Юниорки (до 20 лет). 6 км
| Место | Атлет               | Страна  | Время (м.с) |
| ----- | ------------------- | ------- | ----------- |
| 1     | Летесенбет Гидей    | Эфиопия | 18.34       |
| 2     | Хави Фейса          | Эфиопия | 18.57       |
| 3     | Селлифин Чеспол     | Кения   | 19.02       |
| 4     | Шейла Челангат      | Кения   | 19.12       |
| 5     | Хеллен Лобун        | Кения   | 19.16       |
| 6     | Фотьен Тесфай       | Эфиопия | 19.24       |
| 7     | Перут Чемутаи       | Уганда  | 19.29       |
| 8     | Джойлин Черотич     | Кения   | 19.31       |
| 9     | Эммакулейт Чепкируи | Кения   | 19.31       |
| 10    | Зейнеба Йимер       | Эфиопия | 19.32       |
| 11    | Сандрафелис Туи     | Кения   | 19.59       |
| 12    | Бири Абера          | Эфиопия | 20.00       |

| Место | Команда | Очки |
| ----- | --- | ---- |
| 1     | Эфиопия · Летесенбет Гидей · Хави Фейса · Фотьен Тесфай · Зейнеба Йимер · Бири Абера · Веде Кефале                | 19   |
| 2     | Кения · Селлифин Чеспол · Шейла Челангат · Хеллен Лобун · Джойлин Черотич · Эммакулейт Чепкируи · Сандрафелис Туи | 20   |
| 3     | Уганда · Перут Чемутаи · Сара Челангат · Ада Мунгулейя · Джанат Чемусто · Эстер Чеквемой · Скарлет Чемос          | 62   |
| 4     | Япония | 73   |
| 5     | Эритрея | 134  |
| 6     | Канада | 138  |
| 7     | Бурунди | 161  |
| 8     | ЮАР | 181  |

Курсивом выделены участницы, чей результат не пошёл в зачёт команды

### Смешанная эстафета
| Место | Команда                                                                                 | Время (м.с) |
| ----- | --------------------------------------------------------------------------------------- | ----------- |
| 1     | Кения · Асбель Кипроп (м) · Уинфред Мбите (ж) · Бернард Корос (м) · Беатрис Чепкоеч (ж) | 22.22       |
| 2     | Эфиопия · Велде Туфа (м) · Боне Челуке (ж) · Йомиф Кеджелча (м) · Гензебе Дибаба (ж)    | 22.30       |
| 3     | Турция · Арас Кая (м) · Мерьем Акда (ж) · Али Кая (м) · Ясемин Джан (ж)                 | 22.37       |
| 4     | Бахрейн                                                                                 | 23.20       |
| 5     | Марокко                                                                                 | 24.02       |
| 6     | США                                                                                     | 24.08       |
| 7     | Танзания                                                                                | 24.13       |
| 8     | Испания                                                                                 | 24.29       |

## Медальный зачёт
Медали завоевали представители 6 стран-участниц.
 Принимающая страна
| Место | Страна  | Золото | Серебро | Бронза | Всего |
| ----- | ------- | ------ | ------- | ------ | ----- |
| 1     | Кения   | 4      | 5       | 3      | 12    |
| 2     | Эфиопия | 4      | 4       | 1      | 9     |
| 3     | Уганда  | 1      | 0       | 2      | 3     |
| 4     | Бахрейн | 0      | 0       | 1      | 1     |
| 4     | Турция  | 0      | 0       | 1      | 1     |
| 4     | Эритрея | 0      | 0       | 1      | 1     |
| Всего | Всего   | 9      | 9       | 9      | 27    |